# 2001 QW322
2001 QW322とは、キュビワノ族に属する太陽系外縁天体の1つである。

## 概要
2001 QW322は、直径約128kmと推定されている天体である。アルベドは0.093とかなり暗い天体である。このため、発見時の視等級は24.1等級であった。
2001 QW322の軌道長半径は約65.70億km (43.92AU) であり、海王星と軌道共鳴をしていないキュビワノ族である。また、離心率は約0.024とほとんど真円の軌道であり、軌道傾斜角も約4.82度とほとんど傾いていない。2001 QW322はこの軌道を約291年かけて公転している。前回近日点を通過したのは1913年7月14日であり、次回の近日点通過は2204年7月31日である。

## 衛星
2001 QW322には、衛星であるS/2001 (2001 QW322) 1が発見されている。大きさはほぼ同じであるため、主星と伴星の関係というよりは、二重小惑星の関係にある。
10万1500kmという、2001 QW322の半径の約1600倍という大きな軌道長半径を持ち、公転には約17年もかかる、極端に長大な二重小惑星である。これらの値は小惑星の衛星としては最大である。離心率も0.46とかなりゆがんでいる。これほど極端な値を持ちながら、2億年以上もこの軌道を維持できるほど安定であると推定されている。これは2001 QW322の軌道が円に近い軌道であり、周辺に軌道を乱すような大きな天体が存在しないことが大きい。